# اشتروشک
اشتروشک (به آلمانی: Stroszek) فیلمی در ژانر درام و کمدی به کارگردانی ورنر هرتسوک است که در سال ۱۹۷۷ منتشر شد.